# Стерьос Спанос
Стерьос Спано̀с (на гръцки: Στέργιος Σπανός) е гръцки революционер, участник в Гръцката война за независимост.

## Биография
Стерьос Спанос е роден в костурската паланка Хрупища, тогава в Османската империя, днес Аргос Орестико, Гърция. По произход е влах. Работи като шивач. При избухването на Гръцкото въстание се присъединява към въстаниците заедно с по-големия си брат Евангелос Спанос и сестра си Мария Спану. След смъртта на брат си поема ръководството на военната му част. Пада убит в сражение с турците и частта му е поета от сестра му Мария.
Дядо е на Наум Спанос и Йоан Спанос.